# Дубовской, Николай Никанорович
Никола́й Никано́рович Дубовско́й (5 [17] декабря 1859, Новочеркасск — 28 февраля 1918, Петроград) — русский живописец-пейзажист, видный общественный деятель, член и впоследствии один из руководителей Товарищества передвижников («Товарищество передвижных художественных выставок» — далее ТПХВ) — самого значительного из русских художественных объединений XIX века, сыгравшего выдающуюся роль в развитии русского изобразительного искусства.
Академик (с 1898) и действительный член (с 1900) Императорской Академии художеств, член Совета Академии художеств (1908), преподаватель (1909) и профессор-руководитель пейзажной мастерской Высшего художественного училища (с 1911).
Автор проникновенных, мастерски исполненных и пользующихся большой популярностью картин русской природы, продолжатель традиции широкого, панорамного пейзажа своего учителя академика М. К. Клодта (1832—1902). Кисти художника принадлежит более четырёхсот картин и около тысячи этюдов.
Н. Н. Дубовской — один из немногих русских пейзажистов, удостоенных золотых и серебряных наград за участие в художественных международных выставках в Париже, Мюнхене и Риме. Картины мастера пейзажа представлены в Государственной Третьяковской галерее (Москва), Государственном Русском музее (С.-Петербург), музеях изобразительных искусств Омска, Нижнего Новгорода, Новочеркасска, Казани, Красноярском государственном художественном музее им. В. И. Сурикова, Сочинском художественном музее и во многих других музеях и галереях России и за рубежом.
Картина Николая Дубовского «Благовест» (1916), в декабре 2013 года на торгах лондонского аукционного дома MacDougall’s, стала топ-лотом и была продана за рекордную сумму — 777000 фунтов стерлингов, вдвое превысив эстимейт.

## Жизнь и творчество

### Годы ученичества
Николай Никанорович Дубовской родился в Новочеркасске в семье родового казака — войскового старшины Войска Донского. Рисовать начал в детстве, копируя иллюстрации в журналах «Нива», «Всемирная Иллюстрация». Его дядя, художник А. В. Пышкин, научил мальчика рисовать по памяти. Несмотря на проявленный с ранних лет интерес к рисованию, по нерушимой семейной традиции он обязан был выбрать судьбу военного. По настоянию отца в 1870 году он был определён кадетом в Владимирскую Киевскую военную гимназию.
Учась в Владимирской Киевской военной гимназии Н. Дубовской не оставил своего занятия, урок рисования стал его любимым предметом. Он обратил на себя внимание воспитателей тем, что использовал всё свободное время для рисования. Мальчик умудрялся даже тайком заниматься своим любимым делом, вставая за два часа до общего подъёма. Заметив увлечение 
Н. Дубовского искусством, директор гимназии настоятельно советовал его отцу послать сына учиться живописи.
По окончании Владимирской Киевской военной гимназии в 1877 году семнадцатилетний Дубовской добивается у отца разрешения и отправляется в Петербург, где успешно поступает в Императорскую Академию художеств сначала вольнослушателем, а затем переводится в мастерскую пейзажной живописи профессора барона М. К. Клодта, ставшего его учителем. В Академии художеств Николай Дубовской пробыл четыре года и получил за свои работы четыре Малые серебряные медали. Ещё будучи студентом, он выставлял картины в классе учеников Академии и в Обществе поощрения художеств.
Успешно пройдя курс обучения, он, тем не менее, отказывается от участия в конкурсе на Большую золотую медаль и написания дипломной картины на заданную тему. Не окончив Академию художеств, он в 1881 году покидает её стены, повторив своим поступком знаменитый «Бунт 14-ти» выпускников 1863 года во главе с И. Н. Крамским и лишив себя, тем самым, поддержки со стороны Академии и возможности пенсионерской поездки за границу. После ухода из Академии художеств начинающий художник всецело посвящает себя пейзажной живописи. С этого момента учителем его становится сама горячо им любимая природа. Написанные Н. Дубовским на свободную тему пейзажные картины — «Перед грозой» и «После дождя» академическим Советом приняты не были, зато, показанные в том же году на выставке Общества поощрения художеств, обе удостоились премий.

### Становление мастера
С 1882 года молодой художник стал постоянно участвовать в выставках Общества поощрения художеств. В этом же году за работы «После дождя» и «Перед грозой в Малороссии» Дубовской получил вторую премию Общества. Картины Дубовского стали появляться на выставках в 1880-х годах. Уже эти первые шаги художника на поприще пейзажа привлекли к нему внимание общественности.
В 1884 году на 12-й передвижной художественной выставке Н. Дубовской ярко заявил о себе, показав свою картину «Зима», которая явилась крупным событием в области пейзажа. Никто до него не передавал в красках так правдиво свежесть первого снега, налёт лёгких к вечеру теней на нём и последних световых пятен. В картине зритель наблюдал не холодную передачу натуры, напротив, он заражался глубокими, искренними чувствами и переживаниями художника, который как бы вёл свой рассказ, свою неспешную беседу с природой.
Первое выступление молодого пейзажиста на передвижной выставке было высоко оценено как художественной критикой того времени, в частности, В. В. Стасовым, так и известными коллекционерами: эту картину приобретает для своей галереи П. М. Третьяков. В этой, уже вполне самостоятельной работе художника прослеживалось влияние его учителя М. К. Клодта. Но, пожалуй, ещё более была заметна преемственная связь с творчеством А. К. Саврасова, Ф. А. Васильева и А. И. Куинджи.
Состояние природного мотива в картине Дубовского сплавлено с волшебством точно переданного освещения, которые вместе и создают удивительно цельное поэтическое настроение. «(…) Казалось, Васильев и г. Куинджи соединили в одной лучшие стороны своих дарований, чтобы произнести этот шедевр», — писал в те годы художественный обозреватель журнала «Артист» В. Н. Михеев. После такого успеха Н. Дубовской становится непременным участником всех последующих выставок ТПХВ, показав там впоследствии более 700 своих работ.
Демократичность взглядов и убеждений Н. Дубовского привели его в лагерь «передвижников», где он получил поддержку, а его творчество — быстрое признание. Его первым из плеяды молодых художников, таких как А. Е. Архипов, И. И. Левитан, В. А. Серов, А. М. Васнецов — приняли в члены ТПХВ (1884).
На XIV передвижной художественной выставке 1886 года наибольший успех выпал на долю картины «Ранняя весна» (?) Н. Дубовского, и с этого времени его имя становится одним из самых популярных среди художников России.
В эти годы художник много работает на пленэре. В 1887 году он принимает приглашение И. Е. Репина и живёт на его даче на Сиверской в окрестностях Петербурга и вдохновенно трудится над натурными этюдами. Без сомнения, пребывание у великого мастера, общение с ним не могло остаться без влияния на творчество Н. Н. Дубовского. В 1888 году он проводит все лето в Кисловодске у Н. А. Ярошенко, с которым подружился и под влиянием которого утверждался в идеях передвижничества. Они совершают верхом на лошадях совместную четырёхнедельную поездку по Военно-Грузинской дороге через горные перевалы с выходом к Чёрному морю, привезя множество холстов с пейзажами.
В искусстве Н. Дубовской видел могущественнейшее средство единения людей между собой и с природой, порывая с которой человек становится жалким калекой. Тех, кто не понимал искусства, не жил им и переживаниями от природы, он называл несчастными людьми.
В этом отношении программным произведением Дубовского стала картина «Притихло» (1890), созданная по этюдам, выполненным на Белом море. Показанная в 1890 году на 18-й передвижной художественной выставке, она сразу же получила единодушную оценку и признание.

«Настроение от природы мы, пожалуй, умеем передавать, скорее мы наделяем природу своими проживаниями, подходим к ней от субъективного, но такой захват от самой природы, как „Притихло“, где чувствуешь не автора, а самую стихию, передать не всякий сможет».—  И. И. Левитан (1860-1900), один из лучших русских пейзажистов,  
о картине Н. Н. Дубовского «Притихло»
Здесь художник положил начало новому для передвижнического реализма мотиву, как он сам говорил «тишины перед грозой», когда воздух бывает так тяжёл, что трудно дышать, когда чувствуешь свою ничтожность перед надвигающейся стихией, от которой нет спасения.
Узнав о том, что ещё до открытия выставки в Санкт-Петербурге картина была приобретена императором Александром III для своей коллекции в Зимнем дворце (впоследствии — собрание Государственного Русского музея), П. М. Третьяков выезжает в столицу, чтобы заказать художнику повторение для своей галереи в Москве, так как картина оказывалась недоступной широкому зрителю. «Повторение, по мне, вышло лучше и больше размером, отчего мотив сделался грандиознее», — делился своими впечатлениями П. Третьяков в письме Репину.
«Среди лучших произведений  мировой живописи найдётся немного полотен, в которых с такой законченностью, с такой поистине классической ясностью выражено то, что принято называть настроением. Это действительно картина в полном смысле этого слова».
Вслед за картинами «Зима» (1884), «Притихло» (1890), последовали картины «Ранняя весна», «Утро в горах», «Зимний вечер», которые принесли Дубовскому широкую известность.
Впечатления, полученные во время путешествия художника по Волге ещё в 1882 году, воплотились в замечательном пейзаже «На Волге» (1892). Простой мотив реки с рыбацкими лодками на фоне бескрайнего неба приобретает у Дубовского эпическое звучание. Картина принесла Дубовскому необыкновенную популярность, он был приглашён с ней на шестую Всемирную выставку в Мюнхене.
На каждой передвижной выставке появляются новые работы Н. Н. Дубовского, выдвигающие его в первый ряд русских пейзажистов, где блистают имена 
И. И. Левитана, И. И. Шишкина, А. И. Куинджи, В. Д. Поленова. Особо отмечались критикой такие произведения, как «Вне монастыря» (1893), «Водопад Иматра» (1894), «Пашня» (1894) и многие другие.

### Формирование собственного стиля
С 1886 года Н. Дубовской становится постоянным участником выставок передвижников. Любимыми темами художника были картины русской природы, в которых он стремится к глубине и повествовательной образности в пейзаже, придаёт большое значение живописному языку своих произведений. Развивая традиции русской пейзажной живописи, Дубовской создаёт свой тип пейзажа. Его пейзаж лаконичен и прост, проникнут оптимизмом. Содержание, передача дыхания жизни природы, связь с ней, — вот что для него дорого и к чему он стремится. Свет, воздух, пространство — вот те компоненты формирования пейзажного образа, по которым теперь безошибочно узнаются его работы.
Начав с небольших, лирических по настроению пейзажей, художник затем овладевает изображением эпических просторов, в его произведениях всё сильнее звучит романтическое чувство. Он нередко обращается к образу зимы, деревенской жизни, его излюбленным мотивом также было спокойное состояние природы, затишье перед бурным всплеском стихии.
В 1890—1900-х художник много ездит по России, неоднократно совершает поездки на Дон, Азовское море, Волгу, на Кавказ, летние месяцы часто проводил на этюдах в Силламяэ на Балтийском побережье, в его творчестве усиливается влечение романтическими тенденциями, что нашло отражение в его работах «Ураган в степи» (1890), «Дождь прошёл» (1909).
Будучи человеком передовым, одарённым тонким умом и сердцем, натурой не столько идеалистической, сколько романтической, он сторонился портретной и жанровой живописи, полагая, что пейзажем тоже можно воздействовать на человека, зажигать сердца людей, направлять их к добру. Он стремился отойти от прозы жизни, перешагнуть грань реального и уйти в особый мир отвлечённой мысли и мечты, которые не увязывались с действительностью.
Новый образ природы произведений Н. Дубовского завершился обобщённой темой родины (Родина, 1905). Тема эта для русской живописи была не нова. В 1899 году Левитан почти завершил свою картину «Озеро» («Русь»). Попытки создания образа родины делали Михаил Нестеров в картине «На горах» (1896) и Аполлинарий Васнецов, чьё полотно «Родина» (1886) непосредственно оказало влияние на Н. Дубовского.
Н. Дубовской не раз высказывался о соотношении формы и содержания, этих ведущих вопросов в истории взаимодействия реалистического и идеалистического направлений в искусстве:

«В искусстве много сторон, и чисто красочные разрешения нам тоже нужны, но что дороже: внешний лоск, который завтра же будет побит ещё более нарядной живописью, или внутреннее, духовное содержание вещи, которое навсегда останется ценным. Форма есть средство для воплощения идеи, а не главная цель».— Н. Н. Дубовской о месте формы в искусстве
Помимо деревенских и городских пейзажей, одной из основных тем его творчества было изображение водных морских просторов. Морской пейзаж — это совершенно особый жанр живописи. Невозможно нарисовать подвижное море, не обладая способностью к воображению. По мнению И. К. Айвазовского, «движение живых стихий неуловимо для кисти: писать молнию, порыв ветра, всплеск волны немыслимо с натуры».
Большое место в своих пейзажах Дубовской уделял изображению неба. Во многих картинах оно становится «основным компонентом пейзажного образа, наиболее выразительной её частью».
Но более всего художника интересовало световоздушное пространство, наполненное солнцем, эффекты цвета с тончайшей, подчас почти неуловимой градацией, когда предметы как бы растворяются в воздухе. Художник любил вечернее море, мастерски его передавал на холсте. Основанные на натурных наблюдениях морские пейзажи Н. Н. Дубовского с их яркими эффектами освещения вызывали восторг современников.
Опираясь на опыт и достижения пейзажистов старшего поколения — А. К. Саврасова, И. И. Шишкина, М. К. Клодта, идя от традиции романтической живописи А. И. Куинджи, используя открытия французских импрессионистов в области цвета и пленэра, Н. Дубовской, однако, не увлекался «этюдизмом», а оставался, прежде всего, мастером пейзажной картины, внося в этот жанр свою лепту, собственное нечто новое и оригинальное.
Пейзажное творчество Дубовского, по признанию критиков, являлось «одной из тех вех на пути развития искусства, которая намечает новый этап в его поступательном движении к новому совершенству, глубине, содержательности и идейному богатству». Художнику было чуждо бесстрастно-прозаическое воспроизведение внешних форм природы. В сильном и ярком, величественном и грозном, простом и обыденном в жизни природы он чутко улавливал внутренний смысл, всегда соотнесённый с человеком, с миром его чувств и переживаний.
В эти годы Н. Дубовской немало путешествует по европейским странам, он побывал в Италии (1892, 1895, 1897, 1898), Греции (1892, 1894), Турции (1893), Швейцарии (1895, 1897, 1903, 1908), Франции (1898), Германии (1912), островах греческого архипелага, на Дунае (1892), делая наброски и зарисовки.
Он отлично разбирался как в классическом искусстве Европы, так и во всех его новейших течениях, знал прекрасно крупнейшие европейские музеи и многих мастеров живописи из Европы. Писал этюды и собирал материал для картин повсюду — от южной Италии до берегов Бретани и Северного моря.
После ухода А. И. Куинджи в 1897 г. из Императорской Академии художеств Н. Н. Дубовскому было предложено занять место профессора по пейзажу, но он, несмотря на все выгоды этого положения, отказался. Профессором был тогда назначен А. А. Киселёв.

### «Пейзаж настроения» как творческий метод
Н. Н. Дубовской вместе с И. И. Левитаном и другими молодыми передвижниками был создателем нового направления в русской пейзажной живописи, которое получило впоследствии название «пейзаж настроения».
Для передвижников главным в пейзаже становится не столько точность воспроизведения природы, сколько то, из чего слагается красочное впечатление, что составляет «настроение» мотива, его художественный смысл. В своём восприятии пейзажа они исходили, прежде всего, из степени отражения мира чувств и переживаний человека. Программным произведением Дубовского в этом отношении стала картина «Притихло» (1890).
Как и у Левитана, «пейзаж настроения» Дубовского, при всей его натурной достоверности (мастер обычно бережно сохранял исходный мотив, внося в него лишь отдельные коррективы), обрёл беспрецедентную психологическую насыщенность, выражая жизнь человеческой души, что вглядывается в природу как средоточие неизъяснимых тайн бытия, которые здесь видны, но не выразимы словами. Для Дубовского главным в «пейзаже настроения» становится не только точность воспроизведения природы, сколько то, из чего слагается красочное впечатление, что составляет «настроение» мотива, его художественный смысл.
Художник изображал не столько конкретный сюжет, отдельные детали или мотив, сколько различные состояния наблюдаемой им природы, неотделимые от выражения навеянных ими эмоций, подчиняя этой задаче определённый выбор живописных средств: у него особое отношение к ритму, композиции, световоздушному способу изображения природы. Соотношение объективного и субъективного у него находится в гармоническом равновесии, сама природа при этом получает некий собирательный образ.
Природа в «пейзаже настроения» изображается так, как видит её рассеянный взгляд человека, целиком поглощённого каким-либо душевным состоянием и замечающего вокруг лишь то, что звучит в лад с этим состоянием. Все видимое превращается в эхо настроений — тревоги, умиротворённости, меланхолии, скорби. Важную роль в формировании этого метода играла сама личность художника — чувственная, пылкая, самозабвенно любившая и остро чувствовавшая природу.
«Пейзаж настроения» имел большое значение в творчестве передвижников и явился в русской пейзажной живописи конца XIX века новым этапом постижения действительности, отображая многообразную гамму переживаний, которые способно вызвать у человека вдумчивое созерцание природы.

### Мотивы импрессионизма в творчестве Н. Дубовского
Импрессионизм как течение в искусстве, закономерно возникший в 60-е гг. XIX в. во Франции вследствие изменившегося в это время миропонимания эпохи, и движение «передвижников», сформировавшееся под воздействием широкого общедемократического движения в России, не могли по свои устремлениям и эстетическим взглядам отстранённо пройти мимо друг друга.
С одной стороны, оба направления резко и бескомпромиссно противопоставили себя условностям классицизма и академизма, культивировавшим отвлечённое, идеализированное искусство, с другой — оба стремились к утверждению нового образного строя и обновлению художественного языка в живописи, отличавшегося свободной, широкой манерой письма, передачей световоздушной среды с помощью рефлексов, цветных теней, свободой и разнообразием композиционных решений.
Многие русские художники, такие как В. А. Серов (1865—1911), И. Э. Грабарь (1871—1960), К. А. Коровин (1861—1939), Н. В. Мещерин (1864—1916), Н. А. Тархов (1871—1930), С. А. Виноградов (1869—1938), М. Ф. Ларионов (1871—1964), С. Ю. Жуковский (1873—1944) и др. испытали на себе влияние французских импрессионистов и положили впоследствии начало импрессионизму русскому — этому значительному и своеобразному явлению в искусстве.
В 1890-х гг. после знакомства с творчеством французских импрессионистов и благожелательно восприняв их новации, в стиле Н. Дубовского появляются элементы нового направления, прослеживается влияние модерна, проявляющегося в новой технике письма и говорящего об эволюции творческой манеры мастера. Дубовской при этом никогда не отдавался чистой, радостной игре света и цвета, оставаясь в кругу своих навеянных личностными переживаниями образов.
Как в своих ранних работах, так и в поздних Дубовской не перегружал пейзаж подробностями, заботясь, прежде всего, об изображении главного в понравившемся мотиве. В этом направлении французского искусства художника привлекали сходный с его собственным интерес к современной теме, тяготение к национальным мотивам в пейзаже. Искусство русских художников этого периода впитывало новые художественные традиции, сохраняя при этом своё неповторимое своеобразие.

Для Н. Дубовского, как и для других русских живописцев, импрессионизм стал явлением, исключительно художественным, своеобразным комплексом приёмов, особым способом видения природы мира, но не её содержательной интерпретации. Он, как и его собратья по цеху, не заимствовали открытия у французов, а, наблюдая их, постепенно приближались к тому, чтобы решить эти проблемы самостоятельно.
Последовательная система пленэра; свобода художественного видения; незаданность композиции; оригинальность пространственных построений; разложение сложных цветов на чистые составляющие, которые накладывались на холст отдельными мазками; цветные тени, рефлексы и валёры, импровизационная мощь письма, использование приёмов дивизионизма,- все эти качества, вдохновлённые французским импрессионизмом, немало способствовали развитию живописной культуры художника.
Чем интенсивнее и активнее русская художественная культура, неотъемлемой частью которой ощущал себя Н. Дубовской, взаимодействовала с другими европейскими художественными направлениями, тем глубже и яснее познавала она самоё себя, утверждала своё национальное своеобразие и специфику.

### Деятельность в ТПХВ
Находясь с 1884 года в рядах «передвижников», Н. Дубовской активно участвует в выставочной и текущей деятельности ТПХВ. На регулярных выставках, которые показывались сперва в Петербурге и Москве, а затем во многих других городах империи, от Варшавы до Казани и от Новгорода до Астрахани, с годами можно было увидеть всё больше образцов не только романтическо-«реалистической», но и модернистской (импрессионистской) стилистики.
Н. Дубовской был глубоко предан делу Товарищества и пользовался особым авторитетом среди художников. В 1889 году Н. Дубовской стал постоянным членом совета ТПХВ и членом правления, а вскоре в 1899 году после смерти «папаши передвижников» Н. А. Ярошенко (1898), руководившего ТПХВ с 1887 года (уход из жизни И. Н. Крамского) ему суждено было стать идейным вдохновителем объединения. 
 К этому времени он, пожалуй, был единственным, кто глубоко впитал в себя традиции Товарищества и кто крепко стоял на страже всех его интересов.
В отличие от властных и даже в некоторой степени деспотичных И. Н. Крамского и Н. А. Ярошенко, Н. Дубовской был человеком мягким и деликатным, однако очень умело исполнял роль вечного примирителя «передвижников» старшего и младшего поколений. Его влияние незримо ощущалось на всех уровнях Товарищества и держало его в определённых рамках. Ни старики, ни молодые не могли сказать «он наш»; Н. Дубовской принадлежал всему Товариществу и среди всех направлений в искусстве «передвижников» выбрал себе среднее, считая его наиболее верным и жизненным.
Оберегая свято идеал «передвижничества» и высоко ценя заслуги стариков, он давал правильную оценку и молодым силам, поддерживал и радовался всякому искреннему новому дарованию.
Пользовавшийся особым доверием своих товарищей-художников, Н. Дубовской фактически возглавил ТПХВ и оставался у руководства Товариществом вплоть до своей смерти в 1918 году. Его стремление к правде, убеждённость в преемственности и отстаивании идеалов «передвижников» вооружали неравнодушных к судьбе Товарищества людей. Дубовской стал одним из последним идейных вдохновителей этого знаменитого художественного объединения и возглавлял его почти 20 лет. Сменив на посту руководителя властных Крамского и Ярошенко, Дубовской мягко и деликатно выполнял роль примирителя передвижников, представляющих старшее и младшее поколения. Его умелое управление не привело к распаду Товарищества во время первенства в искусстве стиля модерн. Устремления Н. Дубовского, созидательные по сути, мобилизующие волю, оказались способны противостоять хаосу и глубокому кризису. Во многом благодаря ему самое яркое художественное явление в истории русского искусства не распалось и продолжало активную деятельность и при Советской власти, прекратив существование только в 1923 году, достойно сохранив реалистические традиции отцов-основателей и главную целенаправленность объединения — развитие в обществе любви к искусству.

### Реформа Академии художеств и последовавшие перемены
Организация «передвижников», возникшая во второй половине XIX в. не только как мощное художественное объединение, но и как крупное сообщество единомышленников, которое предполагало (наперекор диктату Императорской Академии художеств) не только выражать, но и самостоятельно определять процесс развития художественной культуры по всей России с позиций реализма, национальности и народного искусства, превратилась очень скоро в крупнейший центр художественной жизни России.
Выставки «передвижников» пользовались большой популярностью, их посещала вся интеллигенция России того времени. Благодаря репродукциям в журналах, картины «передвижников» знала вся читающая Россия, в печати возникали жаркие споры о новом русском искусстве.
Растущая популярность и известность лучших произведений «передвижников» как в России, так и за рубежом, создавала нежелательную конкурентную среду для Академии художеств, которая, хотя и оставалась официальным руководящим органом в области искусства, однако, всё более утрачивала авторитет и эту роль основного центра.
Не последней в этом негласном споре была и финансовая сторона вопроса: картины «передвижников» хорошо продавались.
Все попытки Академии соперничать с ТПХВ, используя его методы и организационные формы (как заметил по этому поводу В. М. Гаршин, «метрополия не снесла процветания своей младшей сестры и сама задумала удивить мир») , оказались безуспешными.
В конце 1889 года в Императорской Академии художеств разразился финансовый скандал. Была обнаружена крупная растрата денежных средств. «Звездоносный» конференц-секретарь Академии художеств П. Ф. Исеев был отдан под суд, а Совет Академии распущен. Всем было понятно, что грядущие перемены в Академии художеств не заставят себя долго ждать.
В 1889 году конференц-секретарём Академии был назначен известный учёный, археолог и нумизмат граф И. И. Толстой. По распоряжению Александра III он практически готовил реформу и новый Устав Академии художеств.
15 октября 1893 года Указом Александра III была проведена реформа Академии художеств. Конференц-секретарь Академии граф И. И. Толстой получил задание от царя «переменить всё… передвижников позвать». Александр III утвердил новый Устав, также был изменён преподавательский состав. Академия была разделена на собственно Академию художеств (ИАХ) и Высшее художественное училище живописи, скульптуры и архитектуры (ВХУ), между собой тесно связанные. В обсуждении реформы Академии художеств принимали участие также и «передвижники». Сложные же отношения с Академией в итоге завершились компромиссом, поскольку к концу XIX в. (вслед за пожеланием Александра III «прекратить раздвоение между художниками») значительная часть наиболее авторитетных «передвижников» была включена в академический профессорский состав.
Были созданы персональные мастерские, руководить которыми были приглашены Куинджи, Репин, Шишкин, Маковский, Кузнецов и др. Новый Устав вступил в действие — с сентября 1894 года. Многие выдающиеся художники той поры приняли новый культурный ренессанс и вписались в Серебряный век.

### Общественное и официальное признание
Работая как художник-пейзажист, Н. Дубовской превратился в одну из крупнейших фигур «передвижников» этого жанра, объединив в своём творчестве принципы Императорской Академии художеств и устремления разных поколений Товарищества. Его картины высоко ценят П. Третьяков, В. Стасов, И. Репин. В обзорах передвижных выставок того времени имена Дубовского и Левитана стоят рядом. Более того, «по установленному порядку» Дубовской занимает место вслед за Шишкиным и Поленовым, а Левитан долгое время считается лишь «одним из самых сильных конкурентов Дубовского».
В 1890-е годы к Н. Н. Дубовскому приходит официальное признание в художественных кругах. С 1897 года он регулярно избирается в различные комитеты и комиссии, действовавшие в Академии художеств, много и плодотворно работает как педагог. Своим ученикам он старался привить вкус к точному изображению натуры, до конца оставаясь верным реалистическим традициям «передвижников».
В 1898 году Н. Н. Дубовской и ещё четверо молодых передвижников: А. Е. Архипов, Н. А. Касаткин, 
И. И. Левитан, В. А. Серов, — «за известность на художественном поприще» были удостоены звания академиков живописи, в 1900 году он избирается действительным членом Академии художеств.
С 1908 года Н. Н. Дубовской является членом Совета Императорской Академии художеств, с 1909 — начинает преподавать в Высшем художественном училище при Академии художеств. С 1910 г. художник активно работает в Обществе им. А. И. Куинджи.
С 1911 года после смерти А. А. Киселёва он — профессор-руководитель пейзажной мастерской Высшего художественного училища живописи, скульптуры и архитектуры при Академии, с 1915 — непременный член Совета Академии художеств. В 1917 году Дубовской выступает одним из организаторов Союза деятелей искусств Петрограда.
Участие в выставках (неполный перечень)
- 1886—1918 — член и экспонент ТПХВ.
- 1894—1914 — экспонент, впоследствии член Мюнхенского художественного общества «Сецессион».
- 1896 — Всероссийская промышленная и художественная выставка в Нижнем Новгороде.
- 1897 — Международная выставка в Мюнхене.
- 1900 — Всемирная выставка в Париже. Один из немногих награждён малой серебряной медалью за картины «Притихло», «Штиль», «Вид монастыря», «К вечеру». Это единственная награда русских пейзажистов, несмотря на то, что русскую живописную школу на ней представляли, кроме Н. Н. Дубовского, В. Д. Поленов и И. И. Левитан.
- 1909 — Международная выставка в Мюнхене.
- 1911 — Всемирная выставка в Риме. Представлена картина «Родина» (1911).

«Это лучший пейзаж всей выставки всемирной, римской... Вас, Николай Никанорович, я особенно поздравляю: ещё никогда Вы не были так великолепны и могущественны —  оригинальная, живая и красивейшая картина!!!»— И. Е. Репин о картине «Родина» в письме Н. Н. Дубовскому из Рима. 1911
- 1913 — XI Международная выставка в Мюнхене. Награждён малой золотой медалью за картины «Перед грозой», «Монастырь под Москвой», «Чёрное море».

С 1894 года Н. Н. Дубовской является участником международных выставок и избирается впоследствии действительным членом Мюнхенского Сецессиона, на выставках которого вне конкурса он регулярно демонстрировал свои произведения, что само по себе уже было европейским признанием таланта художника-пейзажиста.
Одновременно осуществлял большую работу в качестве члена жюри на международных выставках в Мюнхене, Дюссельдорфе, Париже и Риме.
В Кисловодском музее-усадьбе Н. А. Ярошенко находится коллекция его работ.

### Искания и размышления
Для этого времени были характерны поиски нового в искусстве, стремление отыскать ответ на вопрос — где и в чём состоит истина творчества; в Товариществе, с вступлением в него молодых и постепенным отходом от дел стариков, наступили трудные времена. Н. Дубовской всё это видел и остро переживал.
Дубовской исходил из того, что все искусства близко родственны между собой и художник должен понимать поэзию, музыку так же, как и пластическое искусство. Он не пропускал ни одного значительного явления во всех областях искусства, читал беллетристику, посещал театры, концерты и метко характеризовал драматические произведения и музыку.
Безнравственный человек в глазах Н. Дубовского не мог быть художником. Он мог быть артистом, мастером, но не художником, потому что художник должен не бесцельно передавать мир, но своим творчеством вести общество к высшим идеалам, а этого не может сделать человек, сам не имеющий таких идеалов.
Н. Дубовской всячески старается пополнить свой пробел в научном кругозоре самообразованием и общением с людьми науки. Для укрепления своих взглядов он ищет поддержки у людей науки не только через сочинения, но и в тесном житейском с ними общении. Для этого он устраивает у себя вечера, музыкальные «вторники», на которые приглашает своих товарищей художников, профессоров Академии художеств, лиц, причастных к какому-либо искусству или науке.
Частыми гостями семьи Н. Н. Дубовского были высоко ценившие талант художника Д. И. Менделеев и И. П. Павлов, у семьи которого сложились особо тёплые отношения с четой Дубовских.

«Мы, художники, не можем охватить всех человеческих знаний, даже изучить одну отрасль науки в полном объёме, у нас для этого не хватит ни времени, ни сил, но мы должны понимать сущность всякого явления, чтобы не быть оторванными от жизни, чтобы понимать и уметь передавать эту жизнь. И если не учёность, то всестороннее развитие необходимо для художника, как и самоусовершенствование, выполнение требований морали».— Н. Н. Дубовской о необходимости самопознания художника
В эти годы жизнь Н. Дубовского заполнена напряжённой благополезной работой с учениками как профессора пейзажного класса Высшего художественного училища, отличавшейся добросовестностью и аккуратностью. С учениками был требователен и строг, следя за их общим художественным развитием и поддерживая их в минуты слабости и сомнений. Одновременно трудился в руководстве ТПХВ по организации и проведению выставок, занимаясь отбором наиболее интересных и содержательных произведений, встречаясь и ведя переговоры с многочисленными экспонентами предстоящих выставок Товарищества. Всё столь незначительное время, остававшееся от служебных обязанностей, старался работать как художник.

### На переломе эпох
С началом Первой мировой войны выставки «передвижников» превращаются в места распродаж картин, уровень картин Дубовского не выделялся из общего фона — гнетущее время не давало пищи для творчества. Все жили ожиданиями будущего, предчувствием приближающейся развязки, так как настоящее никого не удовлетворяло.
Февральскую революцию Дубовской встретил с надеждой, однако возникшая переоценка многих ценностей коснулась как творчества художественных объединений, так и деятельности самой Академии художеств. Казалось, что зашатались и рушились, устои и традиции передвижничества, создавшего великие памятники искусства, прежние идеалы представлялись ненужными и несостоятельными. Все это приводило Дубовского к глубоким и трагическим размышлениям. Русский интеллигент той поры томился и страдал не только от бездеятельности и нужды, но и от ощущения, что наступают новые времена, мучался от незнания, как жить в них…
Пророческими оказались слова самого художника, сказанные им в 1917 году, за год до смерти:

«Возможно, что по изменившимся условиям не будет уже существовать наше Товарищество, оно распылится, но его идея возродится в огромной массе художников, молодых и сильных. И заметьте: нас будут некоторые поносить всячески, с пренебрежением произносить наше имя, но, не замечая того, в новых формах, в новом реализме будут проповедовать то, что составляло честную сущность передвижничества: его жизненную правду и служение народу. Разве мы своим искусством не раскрепощали людское чувство, не вели к свободе духа и завоеванию человеческих прав? Без этого искусство наше было бы праздной забавой и им не стоило бы заниматься».— Н. Н. Дубовской о судьбе «передвижничества»
Драматические события тех дней стали для Н. Дубовского испытанием его веры и поставленных им ещё в годы обучения в военной гимназии целей — быть полезным родине и, может быть, всему миру. Помогая и поддерживая многих своих коллег и товарищей по объединению, он не смог защитить только себя.
28 февраля 1918 года в Петрограде в возрасте 58 лет Н. Н. Дубовской скоропостижно скончался от паралича сердца и был похоронен на православном Смоленском кладбище, недалеко от часовни Св. Ксении Петербургской. Слова прощания на могиле художника были сказаны И. П. Павловым. Надгробие художника входит в Перечень объектов исторического и культурного наследия федерального (общероссийского) значения, находящихся в Санкт-Петербурге.

## Семья
Был женат на художнице Терской (Дубовской) Фаине Николаевне (1875—1943), также вошедшей в Товарищество передвижников. Сын — Сергей Николаевич Дубовской. Жил преимущественно в Санкт-Петербурге. Художник приходится дядей известному московскому архитектору В. Е. Дубовскому (1877—1931).

## Участие в художественных объединениях
Много сил отдавал Н. Н. Дубовской работе в столичных и губернских объединениях художников:
- Товарищество передвижных художественных выставок (ТПХВ). С-Петербург, Москва, 1870—1922
- Архангельский кружок любителей изящных искусств. Архангельск, 1913—1918
- Кружок донских художников. Новочеркасск, 1893—1914
- Общество имени А. И. Куинджи. С-Петербург, 1909—1931
- Общество Рязанского художественно-исторического музея имени профессора И. П. Пожалостина. Рязань, 1913—1917
- Северный кружок любителей изящных искусств. Вологда, 1905—1922
- Союз деятелей искусств (СДИ). С-Петербург, 1917—1918

## Ученики
Немало известных художников могут назвать Н. Н. Дубовского своим учителем:
- Горбатов Константин Иванович
- Гужавин Михаил Маркелович
- Черкасский Абрам Маркович
- Бубнова Варвара Дмитриевна
- Протопопов Николай Адрианович
- Новиков Максим Евстафьевич[52]
- Попов Александр Николаевич
- Колесников Иван Фёдорович

## Тень забвения
Признание на родине и в Европе однако не уберегло Н. Дубовского от тени забвения у себя в стране в советское и постсоветское время. Несмотря на то, что картины Н. Дубовского находятся в коллекциях Третьяковской галереи и Русского музея, что его знают многие, в то же время для подавляющего большинства любителей искусства он остаётся неизвестен. В этом парадоксе заключается печальная истина.
Н. Дубовской принадлежал к младшему поколению передвижников, и начинал выступать на выставках со второй половины 1880-х годов вместе с А. Архиповым, А. Васнецовым, В. Серовым, К. Коровиным, с именами которых связывается возникновение новой русской пейзажной живописи.
Среди множества ныне почти забытых художников, составлявших в своё время славу отечественной живописи, имя Николая Никаноровича Дубовского стоит особняком: в кругу русских пейзажистов рубежа веков его имя было одним из самых популярных. Профессиональный и общественный авторитет Н. Дубовского был непререкаем. Сподвижники Н. Дубовского высоко ценили солнечный оптимизм и мощный темперамент, присутствовавшие в его творчестве.
Что бы ни писал Н. Дубовской — камерные лирические сюжеты или широкие эпические пейзажи, свежий ветер или ясное солнце и море, его вещи всегда жизнерадостны и проникнуты любованием природой в различных её состояниях и в разное время суток. Его великолепные марины позволяют говорить о них отдельно, как о наследии крупнейшего художника-мариниста. Несомненно, речь идёт о большом художнике, творчество которого давно заслуживает самого пристального внимания и изучения. Достаточно познакомиться с отзывами современников на страницах газет и журналов, стоит прочитать обширные обзоры передвижных выставок, чтобы убедиться насколько велика была роль Н. Дубовского в развитии русской пейзажной школы второй половины XIX — начала XX века.
Первая и единственная за последние сто лет большая персональная выставка картин Николая Дубовского была устроена в Ленинграде Русским музеем лишь в 1938 году. Ряд скромных выставок устраивались любителями и знатоками творчества художника в Новочеркасске (1946, 1947), Ростове-на-Дону (1948, 1955), Москве (2006). Монографии о творчестве художника на сегодняшний день не существует, другая литература крайне скудна и не системна.
Единственный исследователь творчества художника, российский искусствовед и живописец Владимир Кулишов, скончался в 2009 году. Он написал, но не издал монографию о творчестве живописца: «Н. Н. Дубовской. Жизнь и творчество», подготовленную для Ленинградского издательства «Художник РСФСР». Только в конце 2008 года вышла в свет книга «Н. Н. Дубовской: творческое наследие мастера русского пейзажа в фондах Новочеркасского музея истории донского казачества», изданная на основе многочисленных изысканий, проведённых В. Кулишовым, и рассказывающая о прекрасном художнике Дубовском.
В новейшее время искусствоведы исследуют творчество Дубовского (диссертация к.и. Цыганковой Е. Н. «Пейзажи Н. Н. Дубовского 1880—1990 годов»), появились книги, рассказывающие о творчестве и жизни художника.
В 2009 году исполнилось 150 лет со дня рождения Н. Н. Дубовского. Для страны это событие прошло незаметно, оно лишь отмечалось усилиями и энтузиазмом краевых и областных музейных работников.
Причин, способствовавших исключению Н. Дубовского из широкого культурного обихода и художественного процесса, исследователи его творчества называют несколько. С одной стороны, считается, что теоретическим обоснованием практики замалчивания и принижения значения творчества Н. Дубовского явилась концепция Александра Бенуа, высказанная им в своей «Истории русской живописи» (1902), и в трудах его последователей. С другой, последовавшая вслед за этим в послевоенные годы, на первый взгляд, с благородной целью всесоюзное распределение произведений искусства и пополнение коллекций республиканских, крупных краевых, областных центров, городских музеев из фондов музеев Москвы и Ленинграда проходила под знаком игнорирования значения работ Н. Дубовского в пользу более понятных и привычных работ других художников. Заметим, примера ради, что посмертное завещание Павла Третьякова не разъединять собранную им коллекцию произведений русских художников, было в советское время беззастенчиво нарушено.
Таким образом, в советские годы творческое наследие Н. Н. Дубовского было разрознено и распылено, найдя своё пристанище в более чем в 75 музеях и галереях России, бывших республик СССР и за границей. В итоге, у многих специалистов и широких слоёв почитателей живописи сложилось искажённое представление о реальной личности мастера, отсутствует также целостное понимание значения творчества замечательного русского художника. К этому следует добавить, что причина забвения Николая Дубовского советскими искусствоведами оказывается вполне понятной: его творчество трудно и невозможно было интерпретировать в нужном идеологическом русле, так как главное качество его живописи составляла красота.
Однако в последние годы интерес к живописи Николая Дубовского резко возрос. Своё слово здесь сказал остро чувствующий конъюнктуру арт-рынок, в основном международный: картины художника на аукционах имеют высокий спрос.
Есть надежда, что имя Н. Н. Дубовского окончательно вернётся в современный отечественный оборот и его памяти, и заслугам перед русским искусством будет воздано по правде и достоинству. Бесспорная мысль Н. Дубовского, выраженная им ещё в 1917 году о том, что искусство художника призвано раскрепощать людское чувство, а значит, возвышать в человеке духовное начало, пробуждать в нём способность чувствовать и сопереживать, звучит и сегодня как его завещание.
- Прочие известные работы Н. Н. Дубовского
- «Земля». 1894.
Частное собрание
- «Летний день». 1890-е
- «После грозы». 1897.
Саратовский государственный художественный музей имени А. Н. Радищева
- «Жатва». 1906.
Чувашский государственный художественный музей
- «В обители. Троице-Сергиева лавра». 1917.
Ростовский областной музей изобразительных искусств
- «Облака». (?).
Новочеркасский музей истории Донского казачества

- «Радуга». 1892.
Новочеркасский музей истории Донского казачества
- «Средиземное море».(?)
- «Ладожское озеро». Конец XIX в.
 Государственный музей-заповедник «Ростовский кремль»
- «Красная Поляна». 1912.
Калужский музей изобразительных искусств
- «Вечереет». 1916.
 Частное собрание
- «Морской пейзаж». 1916.
Томский областной художественный музей
- «Морской берег». 1917.
Ярославский художественный музей
- «Морской пейзаж». 1910.
Частное собрание

## Сохранение памяти и судьба наследия художника
Ещё при жизни, в 1913 году, Николай Дубовской, всегда мечтавший об устроении картинной галереи в своём родном городе, передал в дар Новочеркасску свою личную коллекцию — 77 собственных картин, этюдов и рисунков, а также 129 живописных и графических работ своих товарищей, художников-передвижников. Однако тогда он выдвинул только одно условие: вновь созданный музей должен располагаться в специально для него построенном здании.
Городские власти быстро нашли деньги и подрядчика, работы начались, но их вскоре пришлось прекратить по причине разразившейся в 1914 году мировой войны. Последовавшие затем революция, Гражданская и Отечественная войны смешали все планы.
В 1946 году по причине отсутствия отдельного здания произведения художника из Русского музея, где они хранились после смерти художника, поступили в Новочеркасский музей истории донского казачества. Сегодня картины из частного собрания Н. Дубовского большей частью находятся в запасниках этого музея, располагающего наиболее полным собранием работ художника в стране. Отдельного здания, о чём так мечтал художник, способного принять всю его коллекцию живописи, по-прежнему нет, как нет и возможности увидеть все работы целиком, которые писались им для того, чтобы быть показанными вместе.
В родном городе Дубовского — Новочеркасске — есть улица, названная его именем.

## Комментарии
1. ↑  Известно, что инициаторами создания «подвижных», по выражению тех лет, выставок, были художники Н. Н. Ге и Г. Г. Мясоедов, которые, однако, саму идею таких выставок позаимствовали, как указывает В. В. Стасов, у англичан. Английские художники начали устраивать передвижные выставки после провала своей экспозиции в 1867 году на Всемирной выставке в Париже.
2. ↑  Вознесенский войсковой собор, главный храм донских казаков, «второе солнце Дона», заложен и освящён в день основания Новочеркасска 18(30) мая 1805 года в святой праздник Вознесения Христова. Строился в течение целого столетия. Выполнен в нововизантийском стиле — является третьим в России по величине и красоте (высота 74,6 м) (после храма Христа Спасителя в Москве и Исаакиевского собора в Санкт-Петербурге). Третий вариант собора был освящён и открыт 6 мая 1905 года.
3. ↑  Памятник Владимиру Крестителю в Киеве был установлен в 1853 году (скульпторы В. И. Демут-Малиновский и П. К. Клодт, архитектор К. А. Тон)
4. ↑  В ходе проводившихся в России военных реформ название военно-учебного заведения неоднократно менялось: 1852—1857 — Неранжированный Владимирский Киевский кадетский корпус, 1857—1865 — Владимирский Киевский кадетский корпус, 1865—1882 — Владимирская Киевская военная гимназия, 1882—1920 — Владимирский Киевский кадетский корпус.
5. ↑  Императорское общество поощрения художеств  (1882—1917 гг.) (первоначально в 1820—1882 гг. — Общество поощрения художников) было основано в Петербурге в 1821 г. группой меценатов — любителей искусства; ставило своей целью содействие распространению искусства в России и помощь художникам. Сыграло положительную роль в развитии русского искусства. Организовывало выставки, лотереи и конкурсы, приобретало художественные произведения. Способствовало освобождению ряда художников от крепостной зависимости, многим оказывало материальную помощь, субсидировало заграничные пенсионерские поездки художников. При Обществе существовали Рисовальная школа «для вольноприходящих» и музей прикладного искусства.
6. ↑  «Бунт 14-ти» — скандал, разгоревшийся в Академии художеств 9 ноября 1863 года, когда четырнадцать выпускников, допущенных к конкурсу на золотую медаль, отказались писать картины на предложенную академическим Советом тему из скандинавской мифологии «Пир в Валгалле». Речь идет о тринадцати художниках (Б. Вениг, Н. Дмитриев, А. Литовченко, А. Корзухин, Н. Шустов, А. Морозов, К. Маковский, Ф. Журавлёв, И. Крамской, К. Лемох, А. Григорьев, М. Песков, Н. Петров), к которым присоединился один скульптор (В. Кретан).
7. ↑  «Артист» — театральный, музыкальный и художественный журнал. Издавался в Москве Ф. А. Куманиным в 1889—1895 гг.
8. ↑  Станция «Сиверская». Сев.-Зап. ж.д. 
 Фотография. 1900-е гг.Сиверская (ныне — посёлок Сиверский в Гатчинском районе Ленинградской обл., расположенный на реке Оредеж, бассейн Финского залива, в 57 км к югу от Санкт-Петербурга). До революции — станция Варшавской ж.д. Название имеет собирательное значение, означая им целый дачный район. Прозванный дачниками начиная с конца ХХ столетия Русской Швейцарией, известен своей живописной местностью и чистым воздухом. Излюбленное место отдыха как людей малого и среднего достатка, так и знати, богатых съемщиков, художников, поэтов.
Своё название край получил по фамилии известного государственного деятеля барона Якова Ефимовича Сиверса, которому эти земли были пожалованы по указу вступившей в 1762 году на престол императрицы Екатерины II. В своё время, в начале XVII века Пётр I освободил эти бывшие новгородские земли, находившиеся сто лет под шведской оккупацией.
9. ↑  Таким ещё видел водопад Иматра Н. Н. Дубовской, таким увидел водопад и запечатлел в своей картине «Водопад Иматра» в 1819 году (ГРМ) один из основателей русского пейзажа Ф. М. Матвеев (1753—1826), который первым из русских художников стал писать природу. В России дикую природу художники стали изображать на век позже, чем в ЕвропеИматра — водопад на реке Вуокси в Финляндии, впадающей в Ладожское озеро и являвшийся в те годы одной из достопримечательностей страны. Известно, что в 1772 году водопадом, лежащим в каких-то двухстах километрах от Санкт-Петербурга (сейчас в пяти километрах от границы с Россией), любовалась сама императрица Екатерина II, положив тем самым начало и введя моду на поездки в этот край петербургской знати. Позднее этот шумный водопад нескромно прозвали «финской Ниагарой». Водопад и окрестный ландшафт писали художники Ф. М. Матвеев (1753—1826), Ф. A. Васильев (1850—1873), Н. К. Рерих (1874—1947) и многие другие известные пейзажисты.
Это грандиозное природное явление лишилось своего естественного вида с возведением в 1929 году гидроэлектростанции.
10. ↑  Известна картина Н. Н. Дубовского «Подёнщики (Землекопы)» (1906), показанная на выставке ТПХВ и получившая высокую оценку Л. Н. Толстого.
11. ↑  Этюдизм (от франц. étude, букв. — изучение) или «культ этюда» — комплекс приёмов импрессионистского живописного письма, в котором изучение натуры, познание её законов подменяется впечатлением от натуры. Этюдизм, возведенный импрессионистами в культ, стал в те годы признаком хорошего художественного вкуса.
12. ↑  Рефлекс (от лат. reflexus — отраженный) — термин, обозначающий отсвет цвета и света на поверхности предмета, падающий от окружающих объектов, например неба или соседних предметов. Точная фиксация рефлекса помогает более полно передать объём, показать богатство цветов и оттенков изображаемой натуры, вызванное их сложной взаимосвязью. Проблема рефлекса решалась в живописи уже в творчестве Л. да Винчи, но всё её многообразие предстало перед живописцами в связи с задачами пленэра. Её решение приобрело систематический характер у импрессионистов, особенно в пейзажах К. Моне.
13. ↑  Валёр (от франц. valeur, букв. — ценность), в живописи и графике оттенок тона, выражающий (в соотношении с другими оттенками) определённое соотношение света и тени. Применение системы валёра позволяет тоньше и богаче показывать предметы в световоздушной среде.
14. ↑  Дивизионизм (от франц. division, букв. — разделение), в живописи письмо чётко различимыми раздельными мазками, рассчитанными на оптическое смешение красок в глазу зрителя. См. Неоимпрессионизм
15. ↑  За 52 года своего существования ТПХВ организовало и провело 48 художественных выставок.
16. ↑  Президенту Академии, согласно Регламенту, предоставлялись широкие полномочия: он осуществлял общее руководство, решал вопросы о назначении и увольнении академиков и адъюнктов, вел заседания академических собраний, контролировал использование денежных средств, докладывал монарху о работе Академии. С 1843 президентами назначались только лица императорской фамилии.
17. ↑  Речь идёт об учреждённом по примеру «передвижников» 24 декабря 1874 года Обществе выставок художественных произведений, всячески поддерживаемом Академией художеств, для более успешного противостояния Товариществу передвижников и как мера борьбы с быстро растущим его влиянием, а также для привлечения непосредственно его членов на свои выставки. Первая выставка «Общества…» состоялась в 1876 году. Сравнение существующих почти одновременно выставок «передвижников» и членов «Общества…» было, по мнению современников, не в пользу последних. В 1884 г. «Общество…» прекратило своё существование.
18. ↑  В 1893 г. И. И. Толстой стал вице-президентом Академии художеств и её реальным руководителем (президент — великий князь Владимир Александрович был все же фигурой репрезентативной). Толстой поставил своей целью преодоление раскола, связанного с выходом из Академии за 30 лет до того ряда лучших художников, образовавших впоследствии Товарищество передвижных выставок. Он начал привлекать «передвижников» — начиная с Куинджи — к работе в Академии.
19. ↑  И. Е. Репин так отзывался о деятельности И. И. Толстого: «Мои личные впечатления от прочитанных мне им положений и мероприятий, лежавших перед ним к исполнению, наполняют меня благоговением к уму, способностям, универсальному знанию и свежему взгляду на всякое дело этого скромного гения, являющегося редким исключением в бюрократическом мире».
20. ↑  Конференц-секретарь исполнял обязанности по протоколированию ежегодных Конференций (отсюда название) или «Учёных собраний» академиков, являвшихся высшей научной и организационной структурой Академии. Кроме того, занимался общим делопроизводством, архивом, на него возлагались организационные функции в Академии.
21. ↑  Исеев Пётр Фёдорович (р. 1831), конференц-секретарь Академии художеств (1868—1889), тайный советник и кавалер (пожалованный орденом), по обвинению в денежных хищениях и всяких злоупотреблениях по должности попал в 1889 году на скамью подсудимых и был впоследствии отправлен в ссылку
22. ↑  Академия художеств вобрала в себя «Собрание» и «Совет», объединяя при этом почётных и действительных членов, наиболее крупных известных художников, учёных, историков искусства, меценатов и присуждало эти звания, а также ведала вопросами художественной политики, поддерживала профессиональное образование и т. д.
23. ↑  Высшее художественное училище (институт) , где завершали учёбу те, кто получил начальное образование в многочисленных художественных училищах, школах, студиях и т. п.
24. ↑  Участие «передвижников» в реформировании Академии художеств усилило разлад в Товариществе, некоторые члены объединения восприняли это как предательство дела передвижничества. Внутренние противоречия способствовали уходу из Товарищества известных художников В. Серова, братьев Васнецовых, С. Иванова, И. Остроухова, А. Архипова и др.
25. ↑  Звание академика живописи (или академика скульптуры) не имело отношения к членству в Академии. Это звание означало удостоверение высокой квалификации. Для его получения необходимо было представить и защитить специальную работу.
26. ↑  Силламяги (ныне — Силламяэ, Эстония) — живописный дачный посёлок в Эстляндской губернии царской России, на берегу Финского залива, в 25 км от Нарвы, куда летом из С.-Петербурга приезжало много дачников из творческой и научной интеллигенции. Посёлок, где семья И. П. Павловых до революции около 20 лет подряд проводила летние месяцы, был излюбленным местом отдыха художников. Многие из них, подружившись с Павловым, участвовали в организуемых им пеших прогулках и велосипедных заездах, с удовольствием играли в любимые им с детства городки. Особенно тёплые отношения сложились у Павловых с семьей Дубовского, и в коллекции Ивана Петровича было немало замечательных пейзажей, подаренных в разное время Николаем Никаноровичем.
27. ↑  Д. И. Менделеев уделял много сил и времени занятиям литературой и искусством, глубоко и заинтересовано изучал и следил за творчеством «передвижников». С 1878 г. устраивал знаменитые «менделеевские» среды — регулярные собрания людей искусства и науки в его университетской квартире, на которых как узнавались все художественные новости, так и велись деловые беседы. Идея, многократно им высказанная, такова: искусство и естествознание имеют общие корни, общие закономерности развития, общие задачи. Поэтому люди науки и люди искусства должны общаться. Художникам читались им лекции и под его руководством изучались свойства разных красок, соотношение света и цвета, краски и живопись. По поводу работ «передвижников» высказывался в письмах к В. В. Стасову и в своих известных статьях. После реформы ИАХ в 1893 г. был 16 декабря 1893 г. в качестве «…лица, не принадлежащего ни к какой художественной специальности, но известного своими познаниями в области искусства», утвержден в высшем звании — почётного члена Академии, а 7 марта 1894 г. — непременным членом Совета Академии. Таким образом, через 130 лет после М. В. Ломоносова он стал вторым химиком — почетным членом Академии художеств.
28. ↑  Терская (Дубовская) Фаина Николаевна (род. 1875, дочь Фелицаты Ивановны Терской (ур. Кондаковой), известной деятельницы в области женского образования и Николая Сергеевича Терского, тайного советника, вице-директора канцелярии министерства путей сообщения Российской Империи) была в то время слушательницей Высших женских Бестужевских курсов, одновременно брала уроки рисования и живописи. После выхода замуж за Н. Н. Дубовского (1895) стала его ученицей; впоследствии её руководителем по живописи был В. Е. Маковский . Участвовала своими произведениями на художественных выставках. Умерла в эвакуации (из блокадного Ленинграда), в Красноярске в 1943 году.

## Использованные ресурсы
Литература
- Ткач, М. И. Энциклопедия пейзажа — М.: Олма-Пресс, 2002. сс. 135—136 (рус.)  (Дата обращения: 22 июня 2010)
- Романовский, А. С. Пейзаж в русской живописи. 2008, Италия. 416 с. 633 илл. ISBN 978-5-7793-1478-7 (рус.)  (Дата обращения: 1 июля 2010)
- С. Н. Кондаков. Юбилейный справочник Императорской Академии художеств. 1764-1914. — СПб.: Товарищество Р.Голике и А.Вильборг, 1915. — Т. 1. — С. 63. — 454 с.

Художественные музеи России
- Государственная Третьяковская галерея, Москва  (рус.)  (Дата обращения: 22 июня 2010)
- Государственный Русский музей, Санкт-Петербург (рус.)  (Дата обращения: 22 июня 2010)
- Государственная художественная галерея Фонда поколений Югры, Ханты-Мансийск (рус.)  (Дата обращения: 25 июня 2010)
- Калужский областной художественный музей (рус.)  (Дата обращения: 25 июня 2010)
- Мемориальный музей-усадьба художника Н. А. Ярошенко, Кисловодск (рус.)  (Дата обращения: 1 июля 2010)
- Костромской государственный объединённый художественный музей (рус.)  (Дата обращения: 1 июля 2010)
- Красноярский художественный музей им. В. И. Сурикова (рус.)  (Дата обращения: 1 июля 2010)
- Мордовский республиканский музей изобразительных искусств имени С. Д. Эрьзи, Саранск (рус.)  (Дата обращения: 1 июля 2010)
- Музей истории Донского казачества, Новочеркасск (рус.)  (Дата обращения: 22 июня 2010)
- Национальная галерея Республики Коми, Сыктывкар (рус.)  (Дата обращения: 1 июля 2010)
- Национальный художественный музей Республики Саха (Якутия), Якутск (рус.)  (Дата обращения: 25 июня 2010)
- Омский областной музей изобразительных искусств имени М. А. Врубеля (рус.)  (Дата обращения: 25 июня 2010)
- Оренбургский областной музей изобразительных искусств (недоступная ссылка) (рус.)  (Дата обращения: 1 июля 2010)
- Плёсский государственный музей-заповедник (рус.)  (Дата обращения: 25 июня 2010)
- Ростовский областной музей изобразительных искусств (рус.)  (Дата обращения: 25 июня 2010)
- Рыбинский государственный историко-архитектурный и художественный музей заповедник (рус.)  (Дата обращения: 1 июля 2010)
- Рязанский государственный областной художественный музей им. И. П. Пожалостина (рус.)  (Дата обращения: 1 июля 2010)
- Саратовский государственный художественный музей имени А. Н. Радищева (рус.)  (Дата обращения: 1 июля 2010)
- Сочинский художественный музей (рус.)  (Дата обращения: 1 июля 2010)
- Томский областной художественный музей (рус.)  (Дата обращения: 3 июля 2010)
- Чувашский государственный художественный музей,Чебоксары (рус.)  (Дата обращения: 1 июля 2010)
- Ярославский художественный музей (рус.)  (Дата обращения: 1 июля 2010)

Художественный музеи Украины
- Донецкий областной художественный музей (рус.)  (Дата обращения: 25 июня 2010)
- Днепропетровский художественный музей (рус.)  (Дата обращения: 1 июля 2010)
- Одесский художественный музей
- Севастопольский художественный музей имени М. П. Крошицкого (рус.)  (Дата обращения: 25 июня 2010)

Галереи, арт-студии, аукционные дома
- Художественная галерея Даев-33, Москва (рус.)  (Дата обращения: 22 июня 2010)
- Аукционный дом «Гелос», Москва (рус.)  (Дата обращения: 1 июля 2010)
- Галерея искусства «Прошлый век», Санкт-Петербург (рус.)  (Дата обращения: 22 июня 2010)
- Арт-студия «Кентавр», Москва (рус.)  (Дата обращения: 25 июня 2010)
- Аукционный Дом СОВКОМ, Москва (рус.)  (Дата обращения: 1 июля 2010)
- Аукционный дом «LiveAuctioneers» (англ.)  (Дата обращения: 1 июля 2010)
- Аукционный дом «Бонхэмс» (англ.)  (Дата обращения: 1 июля 2010)
- Аукционный дом «Heritage», США (англ.)  (Дата обращения: 1 июля 2010)
- Николай Дубовской // Архив продаж на аукционе «Sotheby’s» (недоступная ссылка) (англ.)  (Дата обращения: 1 июля 2010)
- Дубовской Н. Н. // Предстоящие торги на аукционе «Cristie’s» (англ.)  (Дата обращения: 1 июля 2010)
- Архив продаж на аукционе «Cristie’s» (англ.)  (Дата обращения: 1 июля 2010)